# 惠誉国际
惠誉国际（Fitch Group），是著名的三大信貸評級機構之一，总部位于纽约及伦敦。由约翰·惠誉（John Knowles Fitch）于1913年创办，1997年惠誉国际并购了另一家评级机构IBCA，2000年并购了DUFF & PHELPS，随后又买下了Thomson Bankwatch，在2014年12月31日時，公司80%股权由美国公司赫茲國際集團持有，另20%法国公司FIMALAC SA控制。
1975年美国证券交易委员会（SEC）认可惠誉国际、标准普尔、穆迪为“全国认定的评级组织”（NRSRO, Nationally Recognized Statistical Rating Organization）。
2014年12月16日赫茲國際集團斥資6億美元向法国FIMALAC SA收購其手中持有的30%惠譽國際股份、持股比例从50%到80％